# METAL BUILD
METAL BUILD（メタルビルド）は、2011年3月26日からバンダイが発売している塗装済み完成品アクションフィギュアである。
『GUNDAM FIX FIGURATION METAL COMPOSITE』をベースに様々なクリエイターの手を介して「超合金の良さ」と「作品に応じたデザインアレンジ」を融合させたブランド。リアルロボットをモチーフとして合金使用を控え金属を露出させるデザインアレンジ、可動性のための造形アレンジ、重量を感じる設計などの超合金シリーズで得たノウハウをつぎ込んでいる。

## ラインナップ

### 機動戦士ガンダム00
- ダブルオーガンダム セブンソード（2011年3月26日）
- オーライザー+GNソードIII（2011年7月、魂ウェブ商店）
- ダブルオーガンダム（トランザムライザー）（2011年11月25日） - 魂ネイション2011会場、魂ウェブ商店限定販売[1]。
- ガンダムエクシア&エクシアリペアIII（2013年3月23日）
- ダブルオーライザー（2013年8月、魂ウェブ商店）
- ガンダムエクシアリペア（2013年9月14日）
- ガンダムエクシア トランザムVer.（2014年5月、魂ウェブ商店）
- ダブルオーガンダムセブンソード/G（2017年7月15日）
- ダブルオークアンタ（2017年12月9日）
- GNソードブラスターII（2018年1月、魂ウェブ商店）
- ガンダムエクシア 10th ANNIVERSARY EDITION（2018年3月、魂ウェブ商店[抽選販売]）
- ダブルオーライザー デザイナーズブルーVer.（2019年10月25日） - 魂ネイション2019会場限定販売[1]。
- 10th Anniversary トランザムライザー Full Particle ver.（2021年11月[抽選販売]、2022年5月[事後販売、抽選販売]、魂ウェブ商店） - 魂ネイション2021限定販売。
- ガンダムアストレアTYPE-Xフィンスターニス（2021年12月、魂ウェブ商店）
- GNアームズ TYPE-D オプションセット（2024年4月、魂ウェブ商店）
- ダブルオークアンタ フルセイバー（2024年11月[抽選販売]、2025年6月事後CLUB TAMASHII MEMBERS受注販売） - 魂ネイション2024限定販売。
- ガンダムエクシア -STORE LIMITED EDITION-（2025年4月18日、魂ネイションズストア限定）
- ダブルオークアンタ フルセイバー用オプションセット（2025年6月、魂ウェブ商店）

### 機動戦士ガンダムSEED
- フリーダムガンダム（2012年3月24日） - 2014年8月30日に再発売。
- フリーダムガンダム プリズムコートVer.（2012年11月、魂ウェブ商店）
- エールストライクガンダム（2018年8月11日）
- ストライクガンダム（2019年6月22日） - METAL BUILD ∞ -インフィニティ-会場限定販売[2]。
- フリーダムガンダム CONCEPT2（2020年8月8日）
- ランチャーストライカー（1期：2020年9月、2期：2024年7月、魂ウェブ商店）
- エールストライカー（2020年10月、魂ウェブ商店）
- ソードストライカー（1期：2020年12月、2期：2024年7月、魂ウェブ商店）
- ストライクガンダム -METAL BUILD 10th Ver.-（2021年8月[1次受注]、2022年2月[2次受注、抽選販売]、魂ウェブ商店）
- エールストライカ― -METAL BUILD 10th Ver.-（2021年8月[1次受注]、2022年2月[2次受注、抽選販売]、魂ウェブ商店）
- ジャスティスガンダム（2022年1月29日）
- ストライクガンダム -ヘリオポリス ロールアウト Ver. -（2022年7月28日、魂ネイションズストア限定）
- ランチャーストライカー -METAL BUILD 10th Ver.-（2022年8月[抽選販売]、2023年2月[事後販売、抽選販売]、魂ウェブ商店）
- ソードストライカー -METAL BUILD 10th Ver.-（2022年8月[抽選販売]、2023年2月[事後販売、抽選販売]、魂ウェブ商店）
- ストライクルージュ グランドスラム装備型（2023年1月、魂ウェブ商店）
- フリーダムガンダム CONCEPT 2 SNOW SPARKLE Ver.（2023年11月17日[事前販売]） - 魂ネイション2023限定販売
- プロヴィデンスガンダム（2024年1月、魂ウェブ商店）
- エールストライカー -STORE LIMITED EDITION-（2024年1月18日、魂ネイションズストア限定）

### 機動戦士ガンダムSEED DESTINY
- デスティニーガンダム（2013年12月28日）
- ストライクフリーダムガンダム（2015年11月21日）
- デスティニーガンダム（ハイネ機）（2016年4月[1次受注]、2016年5月[2次受注]、2016年6月[3次受注]、魂ウェブ商店）
- ストライクフリーダムガンダム 光の翼オプションセット（2016年6月、魂ウェブ商店）
- デスティニーガンダム 光の翼オプションセット（2016年10月、魂ウェブ商店）
- デスティニーガンダム（フルパッケージ）（2016年10月[1次受注]、2016年11月[2次受注]、魂ウェブ商店）
- ストライクフリーダムガンダム SOUL BLUE Ver.（2018年10月26日） - 魂ネイション2018会場限定販売[1]。
- デスティニーガンダム SOUL RED Ver.（2020年11月4日[事前販売]、2021年5月[事後販売、抽選販売]、魂ウェブ商店） - 魂ネイション2020限定販売。
- ストライクフリーダムガンダム 光の翼オプションセット SOUL BLUE Ver.（2021年2月、魂ウェブ商店）
- ストライクルージュ オオトリ装備（2021年11月、魂ウェブ商店）
- オオトリ（2024年3月、魂ウェブ商店）
- ストライクフリーダムガンダム [METAL BUILD FESTIVAL 2024]（2024年6月、魂ウェブ商店） - METAL BUILD FESTIVAL 2024限定販売。
- デスティニーガンダム（フルパッケージ） [METAL BUILD FESTIVAL 2024]（2024年7月、魂ウェブ商店） - METAL BUILD FESTIVAL 2024限定販売。
- ストライクフリーダムガンダム 光の翼オプションセット ［Re：PACKAGE］（2025年3月[1次受注]、2025年4月[2次受注]、魂ウェブ商店）

### フルメタル・パニック!
- レーバテイン（2014年7月26日）
- アーバレスト Ver.IV（2018年4月21日）
- レーバティン Ver.IV（2018年6月30日）
- ガーンズバック Ver.IV（2018年12月、魂ウェブ商店）
- レーバテイン アーバレストリファレンス（2023年9月、魂ウェブ商店）
- レーバテイン専用XL-3 緊急展開ブースターオプションセット（2023年11月、魂ウェブ商店）

### 機動戦士ガンダム00V
- ガンダムアヴァランチエクシア（2014年12月、魂ウェブ商店）
- ガンダムアヴァランチエクシア (ウェポンプラスパック)（2014年12月[1次受注]、2015年1月[2次受注]、魂ウェブ商店）
- ガンダムアヴァランチエクシア オプションパーツセット（2015年2月、魂ウェブ商店）

### 機動戦士ガンダムSEED ASTRAY
- ガンダムアストレイ ゴールドフレーム天ミナ -天空の宣言-（2015年6月27日）
- ガンダムアストレイ レッドフレーム（2016年3月26日）
- フライト・ユニット オプションセット（2016年3月26日）
- ガンダムアストレイ ブルーフレーム（フル・ウェポン装備）（2016年12月10日）
- パワードレッド & 150ガーベラ・ストレート[パワー]オプションセット（2017年6月、魂ウェブ商店）
- ガンダムアストレイ レッドフレーム改（2017年9月[1次受注]、2018年1月[2次受注、抽選販売]、魂ウェブ商店）
- タクティカルアームズIIL & タイガーピアス オプションセット（2017年9月[1次受注]、2017年10月[2次受注]、魂ウェブ商店）
- フライトユニット オプションセット（オルタナティブストライクVer.）（2020年1月[1次受注]、2022年9月[2次受注]、魂ウェブ商店）
- カレトヴルッフ オプションセット（2020年1月[1次受注]、2020年4月[2次受注]、2022年9月[3次受注]、魂ウェブ商店）
- ガンダムアストレイ レッドフレーム改（オルタナティブストライクVer.）（2020年4月25日）
- ガンダムアストレイ ブルーフレームセカンドリバイ（2020年9月[1次受注]、2020年11月[2次受注]、魂ウェブ商店）
- ガンダムアストレイ ゴールドフレーム天ハナ バージョン華（2020年10月、魂ウェブ商店）
- ガンダムアストレイ ゴールドフレーム天ミナ（天空の皇女Ver.）（2021年4月24日）
- ローエングリンランチャー（2022年3月、魂ウェブ商店）
- スナイパーパック（2022年6月、魂ウェブ商店）
- ガンダムアストレイ レッドドラゴニクス（2022年8月[1次受注]、2022年10月[2次受注]、魂ウェブ商店）
- アストレイドライグヘッド オプションセット（2022年9月、魂ウェブ商店）
- ガンダムアストレイ ゴールドフレーム（オルタナティブストライク Ver.）（2023年8月、魂ウェブ商店）
- ディバインストライカー（オルタナティブストライク Ver.）（2023年8月、魂ウェブ商店）
- ガンダムアストレイ ブルーフレーム（フル・ウェポン装備）-PROJECT ASTRAY-（2024年8月） - CLUB TAMASHII MEMBERS会員限定販売
- ガンダムアストレイ レッドフレーム -PROJECT ASTRAY-（2025年3月、魂ウェブ商店）

### 機動戦士ガンダムF91
- ガンダムF91（2017年3月25日）
- ガンダムF91 MSVオプションセット（2017年8月、魂ウェブ商店）
- ガンダムF91 CHRONICLE WHITE Ver.（2021年3月27日）

### 機動戦士クロスボーン・ガンダム
- ガンダムF91 (ハリソン・マディン機)（2017年12月1日） - 魂ネイション2017会場限定販売[3]。
- クロスボーン・ガンダムX1（2019年1月26日）
- クロスボーン・ガンダムX2（2019年11月、魂ウェブ商店）
- クロスボーン・ガンダムX1 フルクロス（2021年4月、魂ウェブ商店）
- クロスボーン・ガンダムX3（2021年8月、魂ウェブ商店）
- クロスボーン・ガンダムX-0 フルクロス（2022年6月[1次受注]、2022年7月[2次受注]、魂ウェブ商店）
- クロスボーン・ガンダムX1 (パッチワーク)（2023年9月、魂ウェブ商店）
- クロスボーン・ガンダムX1 ハーフクロス (キンケドゥ搭乗仕様)（2025年6月、魂ウェブ商店）

### マジンガーZ/INFINTY
- マジンガーZ（2018年2月17日）
- グレートマジンガー（2019年4月27日）

### 機動戦士ガンダム00F
- ガンダムアストレア TYPE-F(GN HEAVY WEAPON SET)（2018年5月[1次受注]、2018年7月[2次受注]、魂ウェブ商店）
- ガンダムアストレア TYPE-F用アヴァラングダッシュOPセット（2018年11月、魂ウェブ商店）

### 機動戦士ガンダムSEED MSV
- ガンバレルストライカー（2019年1月[1次受注]、2019年4月[2次受注]、魂ウェブ商店）
- ライトニングストライカー（2021年2月[1次受注]、2021年6月[2次受注]、魂ウェブ商店）
- I.W.S.P.（2022年11月、魂ウェブ商店）
- ライトニングストライカー（オルタナティブストライク Ver.）（2023年7月、魂ウェブ商店）

### 新世紀エヴァンゲリオン
- エヴァンゲリオン初号機（2019年2月23日） - 2019年9月に再発売。
- エヴァンゲリオン2号機（2019年11月30日）
- エヴァンゲリオン初号機 [EVA2020]（2020年6月、魂ウェブ商店）
- エヴァンゲリオン2号機 [EVA2020]（2020年11月、魂ウェブ商店）
- エヴァンゲリオン専用武装セット（2022年5月21日）
- エヴァンゲリオン零号機/零号機 (改)（2022年6月25日）
- エヴァンゲリオン初号機 -STORE LIMITED EDITION-（2023年11月17日、魂ネイションストア限定）
- エヴァンゲリオン初号機 CHOGOKIN 50th Exclusive（2024年6月発送、魂ネイションストアイベント『CHOGOKIN 50th Anniversary Exhibition』限定販売[4]）
- エヴァンゲリオン初号機 30th with the spear of Gaius（2025年11月予定）
- エヴァンゲリオン3本の槍セット 30th with the spear Another color（2026年5月予定、魂ウェブ商店）
- エヴァンゲリオン2号機 30th with the spear of Gaius（2026年5月予定、魂ウェブ商店）
- エヴァンゲリオン零号機/零号機 (改) 30th with the spear of Gaius（2026年6月予定、魂ウェブ商店）

### 機動戦士ガンダム00P
- ガンダムアストレア+プロトGNハイメガランチャー（2019年6月[1次受注]、2019年7月[2次受注]、魂ウェブ商店）
- ガンダムアストレア用高機動試験装備（2020年4月、魂ウェブ商店）

### ガンダム00 Festival 10 "Re:vision"
- ガンダムエクシアリペアIV（2020年7月[1次受注]、2020年8月[2次受注]、魂ウェブ商店）
- ガンダムデュナメスリペアIII（2021年7月22日）

### 機動戦士ガンダム 逆襲のシャア ベルトーチカ・チルドレン
- Hi-νガンダム（2022年7月）
- Hi-νガンダム専用 ハイパー・メガ・バズーカ・ランチャー オプションセット（2022年12月[1次受注]、2023年1月[2次受注]、魂ウェブ商店）

### 機動戦士ガンダム00 Revealed Chronicle
- ガンダムデヴァイズエクシア（2022年10月29日）
- ガンダムデュナメス＆デヴァイスデュナメス（2023年5月、魂ウェブ商店）
- GNアームズ TYPE-E（2023年6月[1次受注]、2023年7月[2次受注]、魂ウェブ商店）
- プロトザンユニット（2023年10月[1次受注]、2023年11月[2次受注]、魂ウェブ商店）
- ガンダムアストレアII（2023年10月[1次受注]、2023年11月[2次受注]、魂ウェブ商店）
- ガンダムデュナメスサーガ（2024年9月、魂ウェブ商店）
- 1.5（アイズ）ガンダム（2025年9月予定、魂ウェブ商店）

### 機動戦士ガンダムSEED C.E.73 STARGAZER
- ストライクノワールガンダム （オルタナティブストライク Ver.）（2022年11月18日[事前販売]、2023年6月[事後販売]、魂ウェブ商店） - 魂ネイション2022限定販売。

### 機動戦士ガンダム0080 ポケットの中の戦争
- ケンプファー（2024年2月[1次受注]、2024年3月[2次受注]、魂ウェブ商店）

### 機動戦士Zガンダム
- ゼータガンダム（2025年4月26日）
- ハイパー・メガ・ランチャーオプションセット（2025年10月予定、魂ウェブ商店）

### 機動武闘伝Gガンダム
- ゴッドガンダム&ゴッドガンダム弐(セカンド)（2025年8月予定[1次受注]、2025年10月予定[2次受注]、2026年1月予定[3次受注]、魂ウェブ商店）

## METAL BUILD DRAGON SCALE
「METAL BUILD」のスピンオフブランド「DRAGON SCALE（ドラゴンスケイル）」。生物的な表現などが取り入れられている。

### 魔神英雄伝ワタル
- DRAGON SCALE 龍神丸（2021年7月31日）
- DRAGON SCALE 龍神丸 (35th ANNIVERSARY EDITION)（2023年11月23日）
- DRAGON SCALE 龍王丸（2024年7月27日）

### コードギアス
- DRAGON SCALE 紅蓮聖天八極式（2022年10月[1次受注]、2022年12月[2次受注]、魂ウェブ商店）
- DRAGON SCALE ランスロット・アルビオン（2024年5月、魂ウェブ商店）
- DRAGON SCALE 鞠熾天-PURE ELEMENTS GUREN-（2025年3月、魂ウェブ商店）
- DRAGON SCALE ランスロット・アルビオンゼロ（2025年6月、魂ウェブ商店）

### 真ゲッターロボ 世界最後の日
- DRAGON SCALE 真ゲッター1（2023年6月17日）

### 聖戦士ダンバイン
- DRAGON SCALE サーバイン（2023年10月、魂ウェブ商店）
- DRAGON SCALE ヴェルビン (ナの国近衛騎士団長仕様)（2024年12月、魂ウェブ商店）
- DRAGON SCALE サーバイン (白き秘宝)（2025年12月予定、魂ウェブ商店）

## オルタナティブストライク
『METAL BUILD』の商品展開と連動したMSV企画。『機動戦士ガンダムSEED』シリーズの世界観であるコズミック・イラを舞台とした公式ストーリーが展開されている。

### 登場人物
- ヴァレリオ・ヴァレリ - アクタイオン・インダストリー社の技術主任。自称ダブルブイ。MS開発計画オルタナティブ・プロジェクトの発案者。
- ロウ・ギュール - ジャンク屋。ダブルブイに誘われオルタナティブ・プロジェクトに参加する。
- カイト・マディガン - プロのMSパイロット。
- カナード・パルス - 傭兵。
- ジェス・リブル - フリーのジャーナリスト。
- 叢雲劾 - 傭兵。

### 登場兵器
- MS FILE#01 ドライグストライクガンダム
- MS FILE#02 ガンダムアストレイ レッドフレーム
- MS FILE#03 ドライグストライクガンダム（フライトユニット装備）
- MS FILE#04 ガンダムアストレイ レッドフレーム（フライトユニット装備）
- MS FILE#05 ガンダムアストレイ レッドフレーム改
- MS FILE#06 ガンダムアストレイ エールレッドフレーム
- MS FILE#07 ガンダムアストレイ ガンバレルレッドフレーム
- MS FILE#08 ガンダムアストレイ ブルーフレームセカンドリバイ
- MS FILE#09 ガンダムアストレイ エールブルーフレームセカンドリバイ（カレトヴルッフ装備）
- MS FILE#10 ガンダムアストレイ ガンバレルブルーフレームセカンドリバイ
- MS FILE#11 ガンダムアストレイ ランチャーブルーフレームセカンドリバイ
- MS FILE#12 ガンダムアストレイ ランチャーレッドフレーム
- MS FILE#13 ガンダムアストレイ ソードレッドフレーム
- MS FILE#14 ガンダムアストレイ ソードブルーフレームセカンドリバイ
- MS FILE#15 ガンダムアストレイ ライトニングレッドフレーム
- MS FILE#16 ガンダムアストレイ ライトニングブルーフレームセカンドリバイ
- MS FILE#17 ストライクガンダム オオトリ装備（AP再生機）
- MS FILE#18 マキシマムパーフェクトストライク（AP再生機）
- MS FILE#19 ガンダムアストレイ ダブルソードレッドフレーム オオトリ装備
- MS FILE#20 ガンダムアストレイ トリプルランチャーブルーフレームセカンドリバイ オオトリ装備
- MS FILE#21 ガンダムアストレイ ダブルローエングリンランチャーブルーフレームセカンドリバイ
- MS FILE#22 ローエングリンランチャーストライクガンダム
- MS FILE#23 ガンダムアストレイ ローエングリンランチャーレッドフレーム改
- MS FILE#24 ストライクガンダムスナイパー
- MS FILE#25 ガンダムアストレイ レッドフレーム改スナイパー
- MS FILE#26 SLランチャー ガンダムアストレイ ブルーフレームセカンドリバイ
- MS FILE#27 SLランチャーストライカー
- MS FILE#28 レッドドラゴニクス
- MS FILE#29 ネオドライグストライクガンダム
- MS FILE#30 ネオドライグブルーフレームセカンドリバイ
- MS FILE#31 ドライグレッドドラゴニクス
- MS FILE#32 レッドドラゴン
- MS FILE#33 ガンダムアストレイ ブルーフレームセカンドリバイ I.W.S.P.
- MS FILE#34 ガンダムアストレイ レッドフレーム改 I.W.S.P.
- MS FILE#35 インテグレイテッドオオトリストライカー
- MS FILE#36 ソードストライクノワール
- MS FILE#37 ランチャーストライクノワール
- MS FILE#38 ストライクE+I.W.S.P.
- MS FILE#39 ガンダムアストレイ ライトニングレッドフレーム
- MS FILE#40 ライトニングストライクガンダム
- MS FILE#41 ガンダムアストレイ ライトニングゴールドフレーム
- MS FILE#42 ガンダムアストレイ ドライグゴールドフレーム
- MS FILE#43 ガンダムアストレイ ディバインゴールドフレーム
- MS FILE#44 ディバインストライクガンダム
- MS FILE#45 ディバインストライクE

### スタッフ
- 企画 - サンライズ
- 構成 - 千葉智宏（スタジオオルフェ）
- 企画 - BANDAI SPIRITS コレクターズ事業部、ホビージャパン